# Кямуран Тахир
Камуран Тахир (на македонска литературна норма: Ќамуран Тахир) е югославски партизанин и политик от Социалистическа република Македония.

## Биография
Роден е на 17 януари 1925 година в град Скопие. Завършва гимназия във Велес. През 1941 година става член на СКМЮ. След това влиза в Местния комитет на СКМЮ. Включва се в комунистическата съпротива във Вардарска Македония през 1942 година като заместник-политически комисар на Велешкия народоосвободителен партизански отряд „Пере Тошев“. На следващата година е ранен и арестуван, но като малолетен е освободен. Бил е част и от Велешко-прилепски народоосвободителен партизански отряд „Димитър Влахов“. От 1944 година е член на МКП и като такъв е арестуван същата година. Осъден е на 10 години затвор, но успява да избяга и влиза отново в партизански отряд. По-късно е демобилизиран като резервен капитан от ЮНА. След Втората световна война е член на Околийския комитет на МКП и секретар на Окръжния комитет на СКМЮ. По-късно учи във Висшата политическа школа „Джуро Джакович“ и Висшата школа за политически науки в Белград. В различни периоди е член на Градския комитет на МКП във Велес, редактор в Радио Скопие, сътрудник на в. „Комунист“, член на Идеологическата комисия на ЦК на МКП, народен представител и заместник-председател на Събранието на СРМ. От 1967 до 1968 е заместник-председател на Изпълнителния съвет на СРМ, а от 1968 до 1969 негов член. Членува в ЦК на МКП и в Контролната комисия на ЮКП и председател на Градската организация на комунистическата партия в Скопие.